# Pristimantis erythropleura
Pristimantis erythropleura är en groddjursart som först beskrevs av George Albert Boulenger 1896.  Pristimantis erythropleura ingår i släktet Pristimantis och familjen Strabomantidae. IUCN kategoriserar arten globalt som livskraftig. Inga underarter finns listade i Catalogue of Life.